# UFO (együttes)
Az UFO egy magyar könnyűzenei együttes. Legismertebb slágereik a Szerelemdoktor, Napolaj, Tarzan, Karibi party, és Szélmalomharc című dalok.
Az együttes 1996-ban alakult Budapesten. Alapítója Varga Zsolt (Dr. Love), ki mellé két modell társult, Tölgyesi-Khell Cynthia, Szalai Zita (Mercy). A két modell hivatásos énekesnők hangjára tátogott a videóklipekben, TV-s szerepléseken, illetve fellépéseken.

### Legsikeresebb évek (1996-1999)
Első albumuk 1996-ban jelent meg Szerelemdoktor címmel, melyet azonos című slágerük alapján neveztek el. Az albumról még a Katonadolog és a Karibi party című dalokról készült videoklip.
1997-ben kiadták második albumukat, Paris címmel – az album megjelenése előtt Mercy kilépett az együttesből, helyére Doris került. Az album újabb sikereket hozott az együttesnek, a Napolaj, Akarok egy férfit, illetve Párizsi lány című dalokkal. 
1999-ben jelent meg harmadik albumuk Tarzan címmel, erről az azonos című kislemez, illetve az Éjszaka északon tudott sikert aratni.

### Botrány, ideiglenes feloszlás
Bár az együttes nagy sikert aratott a tinik körében, az a pletyka keringett a magyar médiában, hogy Cynthia és Doris sosem énekeltek a lemezeken, helyettük több bérhang adta a különböző dalok női hangját. Később az együttes frontembere, Dr. Love igazolta ezt a Z+ televíziós csatornán. Keresztes Ildikó, Kozma Orsi, Tóth Edina (énekes) énekesnőkkel vették fel a különböző dalok fő éneksávját. Elnézést kértek a közönségtől, a rajongóktól és bejelentették, hogy az UFO együttes ebben a felállásban többé nem létezik. A női hangokkal ellentétben Varga Zsolt (Dr. Love) valóban a felvételeken szereplő férfi hang.
Az albumokon szereplő női hangok:
Szerelemdoktor (1996) Keresztes Ildikó / Kozma Orsolya | Paris: (1997) Tóth Edina (énekes) | Tarzan (1999) Kozma Orsolya | Invázió (2001) Komonyi Zsuzsi

### Invázió (2001)
Két év kihagyás után Varga Zsolt (Dr. Love) Komonyi Zsuzsival újjáélesztette az együttest, egy albumot adtak ki Invázió címmel. Kisebb sikert tudtak a Szélmalomharc és Túl késő már című kislemezeikkel aratni. 2002-ben Kormonyi Zsuzsi helyére Fehér Zsuzsanna került az együttesbe, majd a zenekar hosszú időre feloszlott.

### 2010-2020
2010-től kezdve az együttes újra elkezdett feltűnni bulin különböző színpadi felállásokkal.
2012-ben Dr. Love kerítés és csalás gyanújával előzetes letartóztatásba került, helyette Balogh Bálint reppelt a fellépéseken.
2014-ben Varga Zsolt visszatért és újjászervezte az UFO együttest, UFO Update néven. A tagok: Varga Szidónia (ének), Bálint Laura (vokál-tánc) és Móritz Betty (vokál-tánc). Az UFO legnagyobb slágereit a modernebb hangzásnak és ízlésnek megfelelően újraénekelték és újrahangszerelték. Az együttes leginkább retróbulikon lép fel. 2017 márciusában PIXA-val, a népszerű DJ-producerrel elkészítették a "Napolaj" című UFO-sláger 2017-es remixét, amelynek dalpremierje a 89.5 MusicFm-ben volt, A Made in Hungary című műsorban, amelynek műsorvezetője Mák Kata.
Az együttes 2017 márciusában három videóklipet forgatott, a "Napolaj, a "Katonadolog" és a "Tarzan" című slágerekhez, emellett felléptek a Balaton Fesztiválon.
Az UFO együttes 2025-ben is aktívan fellép Varga Zsolttal az élén.

## Albumok
- 1996 – Szerelemdoktor (PolyGram-Zebra)
- 1997 – Paris (PolyGram-Zebra)
- 1999 – Tarzan (PolyGram-Zebra)
- 2000 – UFO Best Of (Universal-Zebra)
- 2001 – Invázió

## Külső hivatkozások
- Allmusic Archiválva 2006. május 30-i dátummal a Wayback Machine-ben
- UFO biográfia[halott link]